# Západní šelfový ledovec

Mapa Antarktidy, malý Západní šelf je v pravé části mapy označený tmavě modrou barvou.

Západní šelfový ledovec je šelfový ledovec na východním pobřeží Antarktidy, v jehož oblasti se nachází Zavadovského ostrov. S rozlohou 16 370 kilometrů čtverečních patří mezi menší antarktické šelfové ledovce. Objevil ho a pojmenoval Erich Drygalski (1865–1949)  během první německé antarktické expedice v letech 1901 až 1903. Název je odvozen od směru, kterým expedice poprvé na šelfový ledovec hleděla. 